# Frits van Dongen
Frits van Dongen (* 30. September 1901 in Scheveningen, Den Haag, Niederlande als Hein van der Niet; † 9. Mai 1975 in Woodland Hills, Los Angeles, Kalifornien) war ein niederländischer Schauspieler, der auch in der amerikanischen Filmindustrie unter dem Pseudonym Philip Dorn arbeitete.

## Leben
Der Sohn eines Schusters spielte seit seinem 15. Lebensjahr Theater. Er trat zunächst in Laienspielvereinen in und um Scheveningen auf, während er als Maurer und Bootsbauer arbeitete. Er studierte an der Akademie der schönen Künste und Architektur in Den Haag, und seit er bei renommierten Theaterensembles wie De Haeghe-spelers mitwirkte gab er sich den Künstlernamen Frits van Dongen. Ab 1929 unternahm er eine Tournee durch die niederländischen Kolonien.
Von 1934 an erhielt er Rollen im niederländischen Film, darunter in Op hoop van zegen nach dem gleichnamigen Bühnenstück von Herman Heijermans. 1936 nahm ihn die Tobis unter Vertrag und Richard Eichberg gab ihm die Hauptrolle des absolutistisch herrschenden Fürsten Chandra in dem monumentalen Zweiteiler Der Tiger von Eschnapur und  Das indische Grabmal. Damit erzielte er seinen Durchbruch, doch es hielt ihn nicht lange im nationalsozialistischen Deutschland.
1939 folgte er dem Ruf des Regisseurs Henry Koster nach Hollywood. Er nannte sich in Amerika „Philip Dorn“ und arbeitete ab 1940 für die Produktionsgesellschaft MGM. Er verkörperte Liebhaber und Widerstandskämpfer, zehn von seinen 15 Filmen dieser Phase sind typische Anti-Nazifilme. Zwischen den Dreharbeiten reiste er mit der Freedoms War Bond Show zur Truppenbetreuung durch Kasernen, Lazarette und Luftwaffenstützpunkte.
Nach Kriegsende behinderten mehrere Schlaganfälle die Fortsetzung seiner Arbeit. 1947 spielte van Dongen in The Big Two an der Seite von Claire Trevor erstmals Theater am Broadway. Nach dem Auslaufen seines Vertrages mit MGM wandte er sich wieder der deutschen Filmindustrie zu. Er wirkte in vier deutschen Filmen mit, ein Comeback gelang ihm jedoch nicht.
Von Oktober 1954 bis März 1955 tourte er mit der Komödie Das Himmelbett durch die Niederlande. Dabei fiel ihm in Scheveningen von einem Gerüst eine Bohle auf den Kopf. Die dabei erlittene Hirnverletzung beeinträchtigte fortan sein Sprechvermögen. Er lebte von nun an als Privatmann auf seinem Wohnsitz in Kalifornien. Dort erlag er 1975 einem Herzinfarkt. Seine Urne wurde im Westwood Village Memorial Park Cemetery beigesetzt.
Van Dongen war vom 23. November 1921 bis zum 21. Mai 1930 mit Cornelia Maria Twilt verheiratet. Aus seiner am 30. November 1933 geschlossenen Ehe mit der Rotterdamer Schauspielerin Marianne van Dam gingen zwei Kinder hervor.

## Filmografie
- 1934: Op hoop van zegen
- 1935: Op stap
- 1935: De big van het regiment
- 1935: Der Murrkopf (De Kribbebijter)
- 1936: Rubber
- 1937: Der Tiger von Eschnapur
- 1937: Das indische Grabmal
- 1937: Immer, wenn ich glücklich bin
- 1938: Verwehte Spuren
- 1938: Der Hampelmann
- 1939: Die Reise nach Tilsit
- 1940: Ski Patrol
- 1940: Enemy Agent
- 1940: Escape
- 1940: Diamond Frontier
- 1941: Mädchen im Rampenlicht (Ziegfeld Girl)
- 1941: Tarzans geheimer Schatz (Tarzan's Secret Treasure)
- 1941: Underground
- 1942: Reunion in France
- 1942: Gefundene Jahre (Random Harvest)
- 1942: Calling Dr. Gillespie
- 1943: Paris After Dark
- 1943: Chetniks
- 1944: Blonde Fever
- 1944: Fahrkarte nach Marseille (Passage to Marseille)
- 1945: Escape in the Desert
- 1946: Ich hab dich immer geliebt (I’ve Always Loved You)
- 1948: Geheimnis der Mutter (I Remember Mama)
- 1949: In letzter Sekunde (The Fighting Kentuckian)
- 1950: Spy Hunt
- 1951: Sealed Cargo
- 1952: Hinter Klostermauern
- 1952: Türme des Schweigens
- 1953: Der träumende Mund
- 1953: Salto Mortale